# Jean-Henri d'Anthès
Pour les autres membres de la famille, voir Famille d'Anthès.
Jean-Henri, baron d'Anthès, seigneur de Blotzheim, de Brinckheim, de Chambegon, Vernot, du marquisat de Villecomte, des baronnies de Longepierre et de la Villeneuve, etc., né le 2 janvier 1670 à Weinheim et mort le 11 novembre 1733 à Oberbruck, est un maître de forges alsacien, fondateur de manufactures royales d'armes.

## Biographie
Il est le fils de Philippe-Michel Anthès (1640-1708), qui quitta le Palatinat en 1674 à la suite du ravage et s'installa comme maître de forges à Mulhouse, et de Claudine d'Ormoy. Marié à Catherine Sitter (1679-1751), dame de Longepierre et de la Villeneuve, il est le beau-père du général-comte Étienne-Louis Desmier d'Archiac de Saint-Simon et du général-baron Henri Frédéric de La Touche, et l'ancêtre du baron Georges d'Anthès, qui tua en duel Pouchkine.
Jean-Henri d'Anthès débuté à direction de la forge d'Oberbruck. Il fonde en 1718 à Wegscheid une manufacture royale de fers-blancs, avec privilèges exclusifs par lettres patentes du 14 septembre 1720, puis, avec privilèges spéciaux par lettres patentes du 15 juillet 1730, il fonde une importante manufacture d'armes blanches dans la vallée de Klingenthal, près de Bœrsch. Il reçoit l'autorisation « à fabriquer exclusivement à tous autres en Alsace, et exempté de toutes charges et impositions tant envers le roi qu'envers les villes, communautés et seigneuries particulières, à la condition qu'il fournirait, dans sa manufacture, des armes blanches pour le service du roi, à un dixième de moins que celles qui se vendraient à Solingen ». 

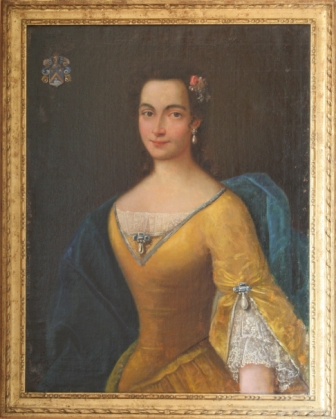
Portrait de son épouse Catherine Sitter, baronne d'Anthès.

Par lettres patentes datant de décembre 1731, le roi Louis XV lui confère la noblesse française héréditaire et le titre de baron héréditaire, avec de nouvelles armoiries rappelant la nature de ses services, en récompense des services éminents qu'il a rendus aux arts métallurgiques.